# Trüllikon

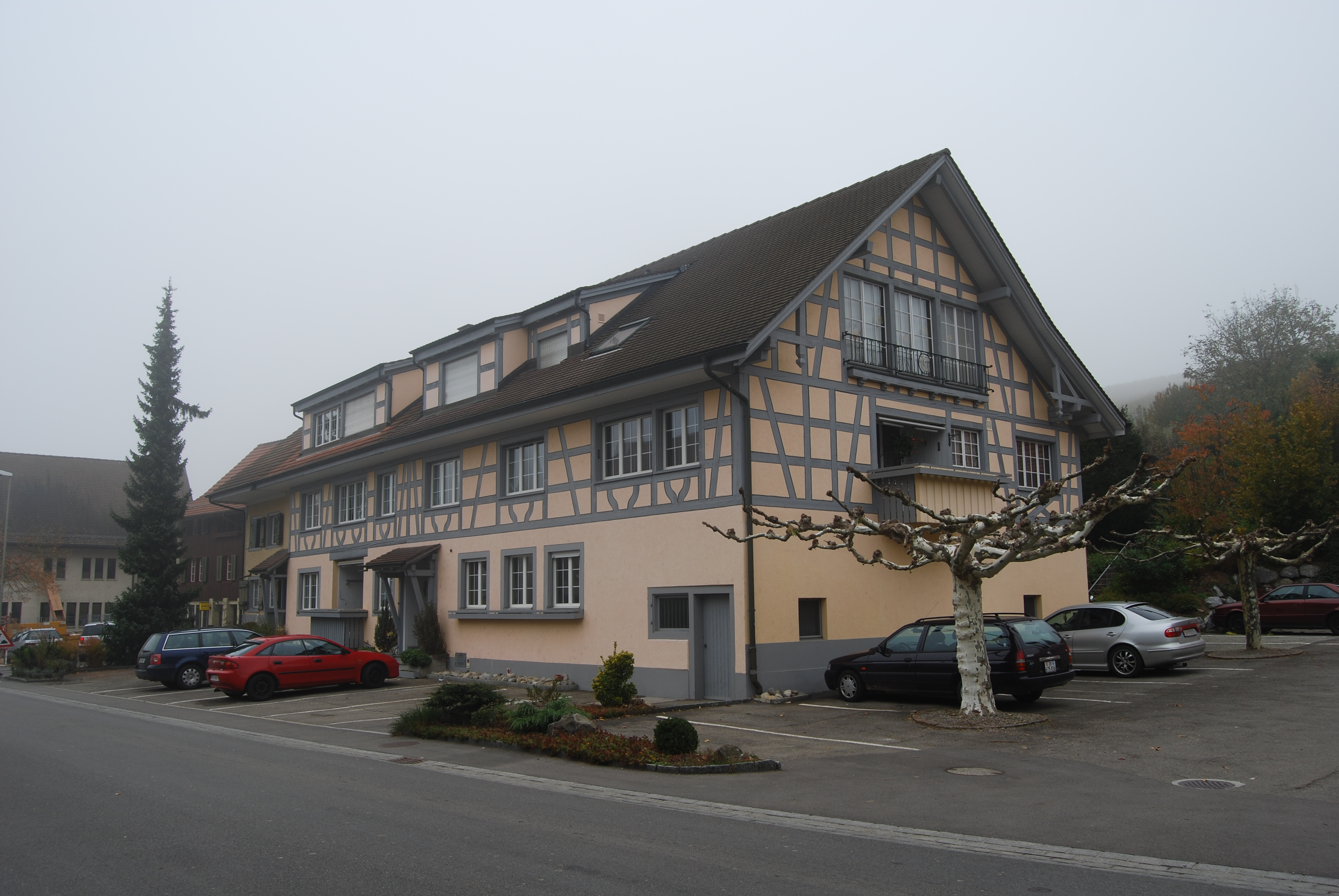
Fachwerkhaus in Trüllikon

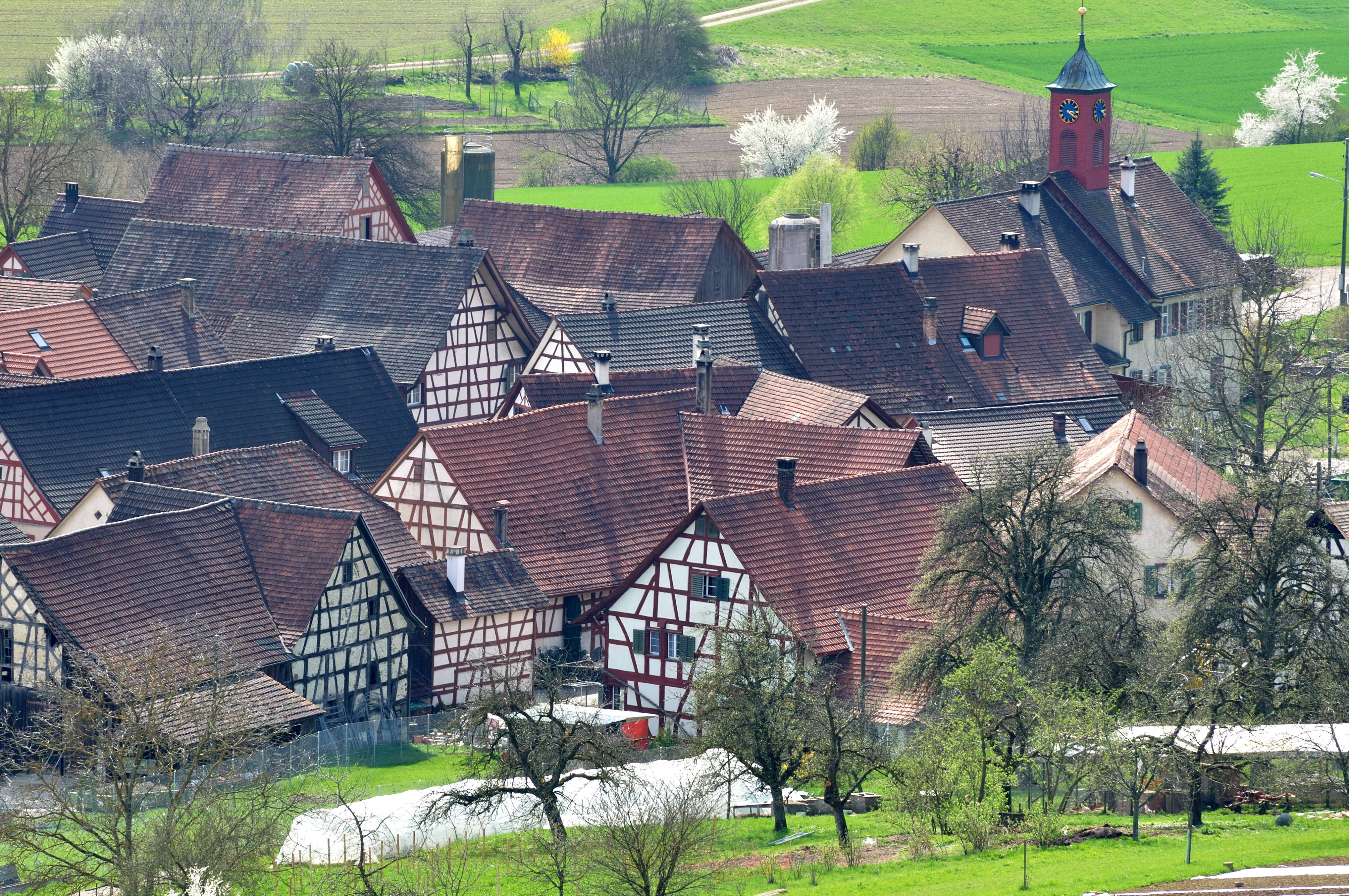
Wildensbuch vom Hochwachtturm

Trüllikon ist eine politische Gemeinde im Bezirk Andelfingen des Kantons Zürich in der Schweiz. Ihr Mundartname ist Trülike, Trülleke.

## Geographie

Luftbild von Werner Friedli (1953)

Die Gemeinde erstreckt sich über das Zürcher Weinland und hat eine Fläche von 956 ha. Durch das Dorf fliesst der Mederbach oder «Trüllikerbach». Im Norden grenzt Trüllikon an die Gemeinde Schlatt (Kanton Thurgau), im Osten an die Gemeinden Ossingen und Truttikon, im Süden an Kleinandelfingen und im Westen an Marthalen und Benken.
Die Gemeinde Trüllikon besteht aus drei Ortsteilen: Trüllikon, Rudolfingen (Mundartnamen: Ruedelfinge, Ruedlefinge, Ruedifinge) und Wildensbuch (Mundartnamen: Widischbuech, Wildischbuch).
Trüllikon (435 m ü. M.): Hier sind die Gemeindeverwaltung, die Poststelle, 2 Restaurants, 1 Hotel-Restaurant sowie eine Einkaufsmöglichkeit (Volg) zu finden. Mit rund 600 Einwohnern ist Trüllikon das grösste der drei Dörfer der Gemeinde.
Rudolfingen (420 m ü. M.) fällt vor allem durch den unter Heimatschutz gestellten Dorfkern mit alten Riegelbauten auf.
Wildensbuch (ca. 487 m ü. M.) ist der höchstgelegene Gemeindeteil. Es ist im Kern immer noch ein traditionelles Bauerndorf.
Alle drei Ortsteile bildeten bis zur Abschaffung durch die neue Kantonsverfassung im Jahr 2010 je eine eigene Zivilgemeinde.

## Bevölkerung
| Jahr      | 1634 | 1850 | 1900 | 1950 | 2000 | 2005 | 2010 | 2015 | 2020 | 2022 |
| --------- | ---- | ---- | ---- | ---- | ---- | ---- | ---- | ---- | ---- | ---- |
| Einwohner | 466  | 1393 | 910  | 895  | 941  | 930  | 944  | 928  | 967  | 964  |

## Politik
Der Gemeinderat besteht aus 5 Mitgliedern. Davon 2 SVP, 1 BDP, 2 Parteilose. Gemeindepräsidentin ist Claudia Gürtler (parteilos, Stand 2023).
Bei der Nationalratswahl 2019 erreichten die Parteien folgende Wähleranteile:
SVP 49,20 %, Grüne 10,53 %, glp 10,06 %, SP 8,18 %, BDP 6,99 %, FDP 6,01 %, EDU 3,56 %, EVP 2,38 %, CVP 2,06 % und andere (8) 0,45 %.
Die Wähleranteile bei der Nationalratswahl 2023: SVP 50,32 % (+1,12 %), SP 11,62 % (+3,44 %), Die Mitte 11,26 % (+2,21 %), glp 7,83 % (−2,23 %), Grüne 5,79 % (−4,74 %), FDP 5,09 % (−0,92 %), EDU 2,67 % (−0,89 %), EVP 2,25 % (−0,13 %), Aufrecht Zürich 1,33 %, andere (11) 1,85 %.

## Verkehr
Individualverkehr: Trüllikon verfügt über einen eigenen Anschluss an die Autostrasse A4, auf welcher man in rund 20 Minuten die Stadt Winterthur oder in 15 Minuten die Stadt Schaffhausen erreicht.
Öffentlicher Verkehr: Die Gemeinde hat keinen eigenen Bahnhof, eine Postautolinie verkehrt von 6 Uhr bis 20 Uhr zwischen den Bahnhöfen Ossingen und Marthalen, was mit Umsteigen einen durchgehenden Halbstundentakt nach Winterthur ergibt. Ab 20 Uhr bis Betriebsschluss verkehrt stündlich ein Bus vom Bahnhof Marthalen nach Rudolfingen und Trüllikon. Seit dem 12. Dezember 2004 wird Trüllikon auch ans ZVV-Nachtnetz angeschlossen. Jeweils in den Nächten Fr/Sa und Sa/So gibt es je eine Verbindung ab Schaffhausen und Winterthur nach Trüllikon und Rudolfingen.
Der Dorfteil Wildensbuch ist seit dem 15. Dezember 2008 auch an das ÖV-Netz angeschlossen.

## Bildung
Das Dorf verfügt über eine Primarschule für die Unter- und Mittelstufe. Schüler der Oberstufe besuchen die Sekundarschule in Marthalen oder ein Gymnasium in Winterthur.

## Geschichte
Ausgrabungen am Hattlenbuck (Trüllikon) und Schlossberg (Rudolfingen) bezeugen, dass das Gemeindegebiet spätestens zur Bronzezeit besiedelt war. Aus römischer Zeit sind Gutshöfe am Cholfirst und Wachttürme am Rhein nachgewiesen worden. Nach dem endgültigen Rückzug der Römer im Jahre 454 wurde die Gegend von den Alemannen besiedelt.
Die Ortsbezeichnung Trüllikon geht auf die Siedlung der Leute des Trullo zurück. Rudolfingen ist die Siedlung der Leute des Rudolf. Wildensbuch gilt als fränkische Siedlung, der Name stammt von Buchenwald des Willigis.
Aus dem Jahr 858 stammt die erste urkundliche Erwähnung der Dörfer: das Kloster Rheinau erhielt vom alemannischen Edelmann Wolvene Grundbesitz in Trullinchiva, Ruadolvinga und Willigisbuoh. Während Trüllikon und Wildensbuch beim Kloster Rheinau blieben, wurde Rudolfingen später an die Abtei Reichenau und dann an das Kloster St. Katharinental veräussert, wobei Rudolfingen aber bis 1798 eine eigene Gerichtsherrschaft bildete. In Trüllikon gelangte die Gerichtsherrschaft 1662 an die Zürcher Familie Bürkli, die im ‹Schloss› ihre Residenz hatte. Mit der Übernahme der Grafschaft Kyburg durch die Stadt Zürich im Jahr 1452 ging die hohe Gerichtsbarkeit über Trüllikon ebenfalls nach Zürich.
Die Gemeinde Trüllikon gehörte bis 1798 zum Ausseramt der Landvogtei Kyburg. Während der Helvetik und Mediationszeit wechselte die Einteilung Trüllikons vom Distrikt Benken zum Bezirk Winterthur und 1831 zum Bezirk Andelfingen.
Am 15. März 1823 ereignete sich im Dorfteil Wildensbuch ein religiös motivierter Doppelmord, welcher als die Greuelscenen von Wildensbuch bekannt wurde.
Nebst den heutigen Zivilgemeinden Rudolfingen und Wildensbuch gehörte auch noch Truttikon zur politischen Gemeinde Trüllikon. 1878 erlangte Truttikon aber durch eine Volksabstimmung wieder den Rang einer selbstständigen politischen Gemeinde. Unverändert blieb das Kirchengebiet, nach wie vor bilden Trüllikon und Truttikon zusammen eine evangelisch-reformierte Kirchgemeinde.

## Zivilgemeinden
In der politischen Gemeinde Trüllikon hatten Trüllikon, Rudolfingen und Wildensbuch noch je eine eigene Zivilgemeinde beibehalten.
Die Zivilgemeinden unterhielten die Flurwege und den Wald. Zudem betrieb jede Zivilgemeinde eine eigene Wasserversorgung. Die Vorsteherschaften umfassten je drei Mitglieder (Präsident, Gutsverwalter und Aktuar). Jährlich fanden 2–3 Gemeindeversammlungen statt.
Die Zivilgemeinden wurden vor Ende 2009 gemäss Kantonsverfassung des Kantons Zürich aus dem Jahre 2006 jedoch aufgehoben.

## Sehenswürdigkeiten
- Hofmeisterhaus, Rudolfingen
- Landrichtergut Zuber, Rudolfingen
- Schloss Trüllikon
- Rudolfingen: Dorfkern mit alten Riegelbauten

## Wappen
Blasonierung:
Gespalten und vor Gold fünfmal von Silber und Rot schräglinks geteilt

## Persönlichkeiten
- Hans Heinrich Bürkli (1647–1730), kaiserlicher Feldmarschall, in Trüllikon geboren und dort Gerichtsherr
- Margaretha Peter (1794–1823), religiöse Schwärmerin, in Wildensbach (Trüllikon) geboren und tätig